# El secret de la llegenda perduda
El secret de la llegenda perduda (títol original: Baby: Secret of the Lost Legend) és una pel·lícula estatunidenca dirigida per Bill L. Norton, estrenada l'any 1985. Ha estat doblada al català.

## Argument
Georges i Susan, una parella de paleontòlegs, descobreix a Àfrica una família de brontosaures. El cruel Dr. Kiviat mata el mascle i captura la femella. Georges i Susan s'esforcen per salvar de les seves urpes el petit brontosaure que han batejat Baby.

## Repartiment
- William Katt: George Loomis
- Sean Young: Susan Matthews-Loomis
- Patrick McGoohan: Dr. Éric Kiviat
- Julian Fellowes: Nigel Jenkins
- Kyalo Mativo: Cephu
- Hugh Quarshie: Kenge Obe
- Olu Jacobs: Coronel Nsogbu
- Eddie Tagoe: Sergent Gambwe
- Edward Hardwicke: Dr. Pierre Dubois
- Julian Curry: Etienne
- Alexis Meless: El guia
- Susie Nottingham: Baki, l'ajudant del laboratori
- Stephan Krora: El capità del port
- Anthony Sarfot: El cap del poble
- Jeannot Banny: Soldat assassí